# Kungliga Djurgårdens Förvaltning

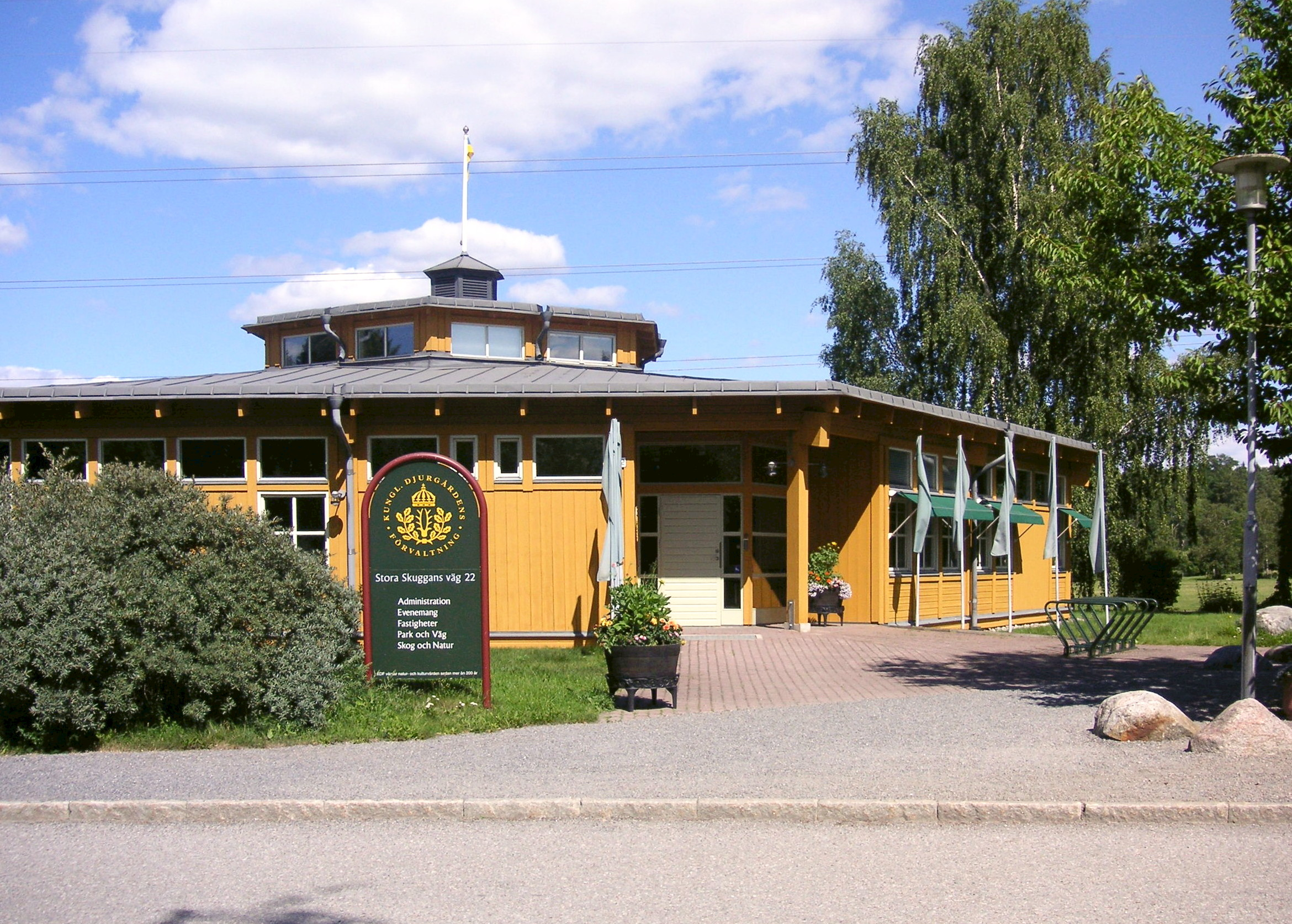
Djurgårdsförvaltningens kanslibyggnad på Norra Djurgården, 2007.

Kungliga Djurgårdens Förvaltning (KDF), i dagligt tal Djurgårdsförvaltningen, är hovets organisation för att förvalta den enskilda kungliga dispositionsrätten av Kungliga Djurgården. Det är en del av Ståthållarämbetet.

## Historik

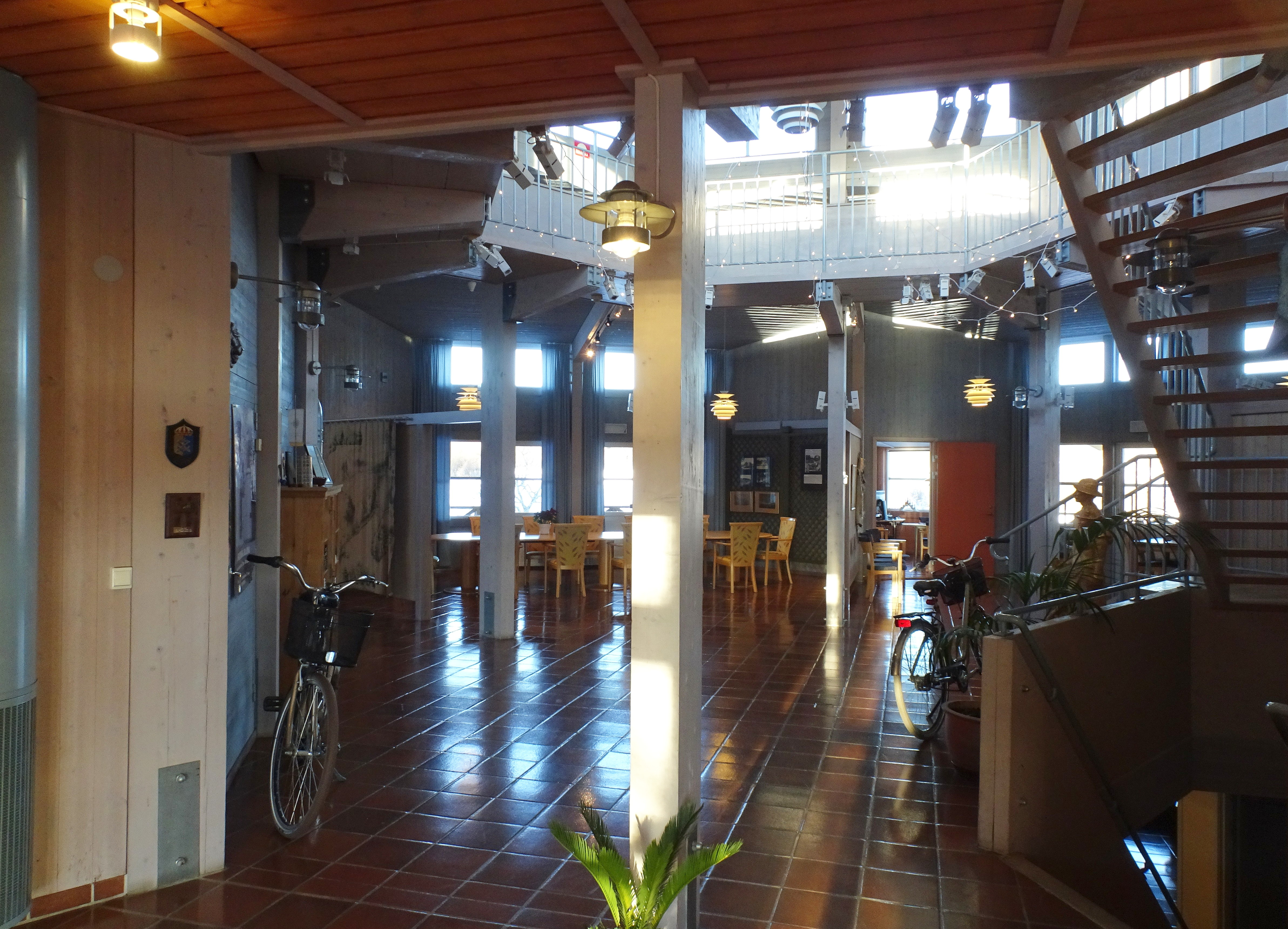
Förvaltningsbyggnadens interiör.

I 1809 års regeringsform bekräftas att Kungliga Djurgården skall utgöra enskild kunglig disposition, ett förhållande som har sina rötter från 1452, med Karl Knutsson Bonde. En av intendenterna på Djurgårdsförvaltningen var Israel af Ström, som verkade här mellan 1820 och 1850.
Kungliga Djurgårdens Förvaltning förvaltar området på kungens uppdrag. Förvaltningen har sitt kansli i Stora Skuggan på Norra Djurgården, vid Stora Skuggans väg 22. Förvaltningen har det juridiska och praktiska ansvaret för Ekoparkens skötsel, inklusive Hagaparken och Ulriksdals slott. Kungliga Djurgårdens Förvaltning får sina intäkter genom hyror och arrenden, vilket bland annat innebär att Kungliga Nationalstadsparken inte finansieras med skattepengar.
Förvaltningens byggnad finns på Stora Skuggans väg 22 intill södra gränsen av före detta Stora Skuggans skjutbanor. Huset uppfördes 1984 efter ritningar av arkitekt Arne Clevestam som Naturens Hus och byggdes 1997 om till kanslibyggnad för Djurgårdsförvaltningen sedan stiftelsen bakom verksamheten för Naturens Hus begärts i likvidation.

## Personal

### Förvaltningsdirektörer
| Ämbetstid | Namn                  | Levnadstid | Anmärkning              |
| --------- | --------------------- | ---------- | ----------------------- |
| 1949–1964 | Carl-Axel Charpentier | 1901–1973  | Kanslichef.             |
| 1969–1972 | Henry Johansson       | 1906–      | Kanslidirektör.         |
| 1982–1984 | Åke Linde             | 1930–      | Förvaltningsdirektörer. |

### Intendenter
| Ämbetstid | Namn                   | Levnadstid | Anmärkning    |
| --------- | ---------------------- | ---------- | ------------- |
|           | Erland Ström           |            |               |
| 1820–1850 | Israel af Ström        | 1778–1856  |               |
| 1850–1898 | Israel Ludvig af Ström | 1821–1904  | [ 8 ]         |
| 1898–1910 | Fritz Edelstam         | 1865–1919  | [ 9 ]         |
| 1910–1947 | Carl Adolf Öhrström    | 1868–1955  | [ 10 ] [ 11 ] |
| 1972–1978 | Åke Linde              | 1930–      | [ 12 ]        |
| 1978–1984 | Christer Lignell       | 1942–      | [ 7 ]         |

### Registratorer
| Ämbetstid | Namn                  | Levnadstid | Anmärkning                                            |
| --------- | --------------------- | ---------- | ----------------------------------------------------- |
| 1904–1905 | Sven Ludvig Norling   | 1855–      | Kamrerare.                                            |
| 1913–1947 | Oscar Edvard Öhrström | 1882–      | Kamrerare.                                            |
| 1949–1978 | Sonja Bergström       | 1920–      | Kansliskrivare, registrator och kassör och kamrerare. |
| 1972–1984 | Inga-Britt Etzén      | 1926–      | [ 7 ]                                                 |